# Sona Aslanova
Sona Shahnazar gizi Aslanova (en azerí: Sona Şahnəzər qızı Aslanova; Bakú, 4 de octubre de 1924-Los Ángeles, 9 de marzo de 2011) fue una soprano soviética y azerbaiyana, Artista Meritoria de la República de Azerbaiyán conocida por sus históricas interpretaciones del repertorio vocal azerbaiyano, ruso e internacional de música clásica y folclórica.

## Biografía
Sona Aslanova estudió y luego enseñó canto operístico en el Conservatorio de Bakú. Entre sus profesores estaba Sofía Lisenko-Golskaya, alumna de Francesco Lamperti.
Cantó en numerosas emisiones en directo y grabadas en la radio y apareció en muchas películas como cantante y actriz. Entre sus papeles más reconocidos están el de  “Nigar” en la ópera “Koroglu”, “Asya” en “Arshin mal alan” y “Asli” en “Asli y Karam” del compositor azerbaiyano, Uzeyir Hajibeyov que también la guio en el inicio de su carrera operística.  
Aslanova representó a Azerbaiyán en giras por las repúblicas soviéticas y por varios países extranjeros. Trabajó junto a destacadas figuras del arte azerbaiyano, como los cantantes Bulbul y Rashid Behbudov. 
Vivió en Los Ángeles (Estados Unidos) desde 1994 hasta su muerte.

## Honores
Le concedieron los títulos de Artista Meritorio de la RSS de Azerbaiyán en 1956 y la Orden de la Insignia de Honor en 1959.

## Filmografía
- 1954 – “Koroghlu”
- 1955 – “Encuentro”
- 1962 – “Telefonista”
- 1965 – “Arshin mal alan”
- 1969 – “Nuestro profesor Jabish”
- 1974 – “Las páginas de la vida”
- 1981 – “La vida de Uzeyir”

## Premios y títulos
- 1956 - Artista de Honor de la RSS de Azerbaiyán
- 1959 – Orden de la Insignia de Honor